# Заповідники (селище)
Заповідники (рос. Заповедники) — селище Полєського району, Калінінградської області Росії. Входить до складу Саранського сільського поселення.
Населення —  27 осіб (2015 рік). 

## Населення
| 1939 | 2002 | 2010 | 2012 | 2013 |
| ---- | ---- | ---- | ---- | ---- |
| 182  | ↘32  | ↘27  | ↘26  | ↘25  |